# 海丁格刷

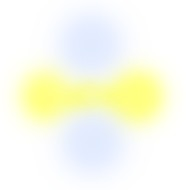
这是垂直偏振光的海丁格刷的模拟外观。为了清晰起见，图片夸大了尺寸和强度。海丁格刷的实际方向将随光源的偏振方向变化而变化。

海丁格刷（Haidinger's brush）是在眼睛上产生的视觉效果，是一种内视现象。它最早由奥地利物理学家威廉·卡尔·冯·海丁格于1844年记录。当时海丁格观察各类使光偏振的矿物时，发现了这个现象。 
它会出现在背对太阳时观察到的蓝天的视野中心可见或在任何明亮的背景上。 它一般会占据大约3°至5°的视角，大约是一臂长度的拇指宽度的两倍，或者是三倍 ，具体请参见插图。 由于显示器的偏振效应，你亦能够透过观察许多液晶显示器上的白色区域来看到海丁格刷。在这种情况下，它通常是对角线状的。